# Erkan Zengin
Erkan Zengin (Kulu, 1985. augusztus 5. –) török születésű svéd válogatott labdarúgó, aki jelenleg a Trabzonspor játékosa.

## Sikerei, díjai
- Beşiktaş JK
  - Török bajnok: 2008–09
  - Török kupa: 2008–09